# Pingtan
För andra betydelser, se Pingtan (olika betydelser).
Pingtan är ett härad inom provinshuvudstaden Fuzhou i provinsen Fujian i sydöstra Kina. Det ligger omkring 79 kilometer sydost om centrala Fuzhou. Häradet utgörs mestadels av öar, varav den största är Pingtanön.
I och med närheten till de Taiwan-kontrollerade Matsuöarna har de fastlandskinesiska myndigheterna öppnat en experimentell ekonomisk zon i häradet, som syftar till att locka investeringar från taiwanesiska affärsmän.

## Administrativ indelning
Pingtan är indelat i sju köpingar och åtta socknar.
Köpingar (zhen):

- Aodong (敖东镇)
- Aoqian (澳前镇)
- Beicuo (北厝镇)
- Liushui (流水镇)
- Pingyuan (平原镇)
- Su'ao (苏澳镇)
- Tancheng (潭城镇)

Socknar (xiang):

- Baiqing (白青乡)
- Dalian (大练乡)
- Dongxiang (东庠乡)
- Lancheng (岚城乡)
- Luyang (芦洋乡)
- Nanhai (南海乡)
- Yutou (屿头乡)
- Zhonglou (中楼乡)